# Gavicalis
Gavicalis és un gènere d'ocells de la família dels melifàgids (Meliphagidae). El nom Gavicalis va ser proposat per primera vegada pels ornitòlegs australians Richard Schodde i Ian Mason l'any 1999. La paraula és un anagrama de Caligavis, introduït per Tom Iredale.

## Taxonomia
Segons la classificació del Congrés Ornitològic Internacional (versió 10.2, 2020) aquest gènere està format per 3 espècies:
- Gavicalis versicolor - menjamel versicolor.
- Gavicalis virescens - menjamel cantaire.
- Gavicalis fasciogularis - menjamel de manglar.